# Ludwig Hofacker
Wilhelm Gustav Ludwig Hofacker, född den 15 april 1798, död den 18 november 1828, var en tysk predikant.
Hofacker, som slutade sina dagar som kyrkoherde i Rielingshausen, var först anhängare av en mystisk livsåskådning, men övergick sedan till en enkel och nykter religiositet på evangelisk kyrklig grund. 
Hofacker har ansetts som en av Tysklands yppersta predikanter under 1800-talet, i synnerhet utmärkt för sitt enkla och direkta predikosätt. 
Hofackers främsta arbete är Predigten für alle sonn-, fest- und feiertage (1839, många upplagor; "Predikningar för alla sön- och högtidsdagar", 1845–46).